# Gennaro D’Ippolito
Gennaro D’Ippolito (* 1936 in Palermo) ist ein italienischer Gräzist und Neogräzist. 

## Leben
Als Schüler von Bruno Lavagnini erwarb D’Ippolito 1959 die laurea mit einer Dissertation über die Dionysiaka des Nonnos von Panopolis. Von 1974 bis zu seinem Ruhestand 2020 war er ordentlicher Professor für Gräzistik an der Universität Palermo, von 1992 bis 1998 Direktor des Istituto di Filologia Greca an der Facoltà di Lettere e Filosofia der Universität Palermo. 
D’Ippolito beschäftigt sich mit dem griechischen Epos, insbesondere der Kaiserzeit und Spätantike (Nonnos, Tryphiodor, Musaios), der christlichen Dichtung (Gregor von Nazianz, Synesios) und der philosophischen Prosa des Plutarch. Methodologisch zählt er zu den frühen Vertretern einer Anwendung von Semiotik und Intertextualitätstheorie im Bereich der Klassischen Philologie. Im Bereich der Neogräzistik hat er zur neugriechischen Dichtung (Elytis, Kavafis) gearbeitet.

## Schriften
- Il fulmine minore in Ovidio e in Nonno. In: Rivista di Filologia e di Istruzione Classica 40 (1962) 299f.
- Studi Nonniani. L’epillio delle Dionisiache. Palermo 1964. Rezension von: Rudolf Keydell, in: Gnomon 38, 1966, 25–29.
- Trifiodoro e Vergilio. Il proemio della Presa di Ilio e l’esordio del libro secondo dell’Eneide. Istituto di Filologia Greca della Università, Palermo 1976.
- Lettura di Omero. Il canto quinto dell’ 'Odissea'. Introduzione, testo critico, traduzione, commento, appendice su testo e linguaggio, indici. Manfredi, 1977.
- L’approccio intertestuale alla poesia: Sondaggi da Virgilio e dalla poesia cristiana greca di Gregorio e di Sinesio. Palermo 1985 (Quaderni dell’Istituto di Filologia greca dell’Università di Palermo, 14).
- Ero e Leandro dai papiri. In: B. G. Mandilaras (Hrsg.): Proceedings of the XVIIIth international Congress of papyrology, Athens 25–31 May 1986. Greek Papyrological Society, Athen 1988, 481–491.
- Semiologia e Quellenforschung: Origine, sviluppo, applicazioni del concetto di intertestualità. In: Michael Herzfeld, Lucio Melazzo (Hrsg.): Semiotic theory and practice. Proceedings of the Third International Congress of the IASS Palermo 1984, Band 1, Walter de Gruyter, Berlin, New York 1988, ISBN 3-110-09933-0, S. 441–453, Auszüge online
- Critica di una ermeneutica ricognitiva nei testi poetici. In: La Controversia ermeneutica. A cura di Giuseppe Nicolaci. Editoriale Jaca Book, Mailand 1989 (Edizioni universitarie Jaca, Bd. 60), ISBN 8-816-95060-9, S. 31–48, Auszüge online
- (Hrsg., mit Italo Gallo): Strutture formali dei Moralia di Plutarco. Atti del 3. Convegno plutarcheo, Palermo 3–5 maggio 1989. D’Auria, Napoli 1991.
- L’approccio intertestuale alla poesia greca antica: Omero, Mimnermo, Nonno. In: Biagio Amata (Hrsg.): Cultura e lingue classiche. 3° Convegno di aggiornamento e di didattica, Palermo, 29 ottobre–1 novembre 1989, Band 3. L’Erma di Bretschneider, Rom 1993, ISBN 8-870-62804-3, S. 43–59, Auszüge online
- Sulle tracce di una koinè formulare nell’epica tardogreca. In: Domenico Accorinti, Pierre Chuvin (Hrsg.): Des Géants à Dionysos. Mélanges de mythologie et de poésie grecques offerts à Francis Vian. Edizioni dell’Orso, Alessandria 2003 (Hellenica 10), 501–520.
- Forme e funzioni della poesia nella grecità tardoantica. In: Ugo Criscuolo (Hrsg.): Forme della cultura nella tarda antichità. Atti del VI Convegno dell’Associazione di Studi Tardoantichi, Napoli e S. Maria Capua Vetere, 29 settembre–2 ottobre 2003. D’Auria, 2006, ISBN 88-7092-258-8, Bd. 1.